# Phrictaetypus nigroornatus
Phrictaetypus nigroornatus är en insektsart som beskrevs av Willemse, C. 1940. Phrictaetypus nigroornatus ingår i släktet Phrictaetypus och familjen vårtbitare. Inga underarter finns listade i Catalogue of Life.